# Vändkorset (film)
Vändkorset är en svensk dramafilm från 1944 i regi av Rune Carlsten och Lauritz Falk.

## Handling
Den lilla orten Gåtatorp i Småland är helt beroende av sin framstående möbelfabrik. Men fabriken är i fara eftersom den svaga ekonomin innebär att banken vill lägga ned fabriken. En av de anställda, Albert Fristedt, lyckas få bankdirektörens löfte att de anställda ska få ta över fabriken på villkor att fabrikens framgångsrike formgivare Jean Le Fort, stannar kvar.

## Om filmen
Filmen premiärvisades 21 december 1944 på biograf Skandia i Stockholm. Den spelades in vid Filmos ateljé i Stockholm med exteriörer från Östra Ryds kyrka, Tierp, Viggbyholm och olika platser i Småland av Sten Dahlgren. Som förlaga har man Elin Wägners roman Vändkorset som utgavs 1935. Under inspelningen blev det en allvarlig schism som löstes genom att Rune Carlsten ersattes som regissör av Lauritz Falk. 
Dagen innan premiären installerades Wägner som ledamot av Svenska Akademien.

## Rollista (komplett)
- Lauritz Falk - Jean le Fort, möbelarkitekt
- Marianne Aminoff - Ulla le Fort, hans hustru
- Irma Christenson - Regina Montán, lärare
- Olof Widgren - Malte Odelman, kyrkoherde
- Anna Lindahl - Dagmar Udd-Odelman, hans hustru, läkare
- Anders Nyström - Olle Odelman, Maltes och Dagmars son
- Carl Ström - Louis le Fort, Jeans far, verkmästare
- Sven Magnusson - Albert Fristedt, snickeriarbetare
- Georg Funkquist - Erik Roili, bankdirektör
- Åke Claesson - disponent Fredrik Klipping, Ullas far
- Hjördis Petterson - Leontine Klintin, tobakshandlare och telefonist
- Carin Swensson - Lotta, Leontines medhjälpare
- Carl Deurell - Gotthard, kyrkvärd
- Erik Forslund - kyrkvärd
- Anna Olin - fru Berg
- Margit Andelius - fru Löfgren
- Helge Mauritz - Månsson, bankdirektör Roilis chaufför
- Nils Hallberg - snickeriarbetare
- Agda Helin - Sofi, kyrkoherdens husa
- Nina Scenna - sjuksköterska
- Lisa Wirström - Frida, Gåtatorpsbo vid Folkets Hus
- Hilmer Peters - Gåtatorpsbo vid Folkets Hus
- Greta Tegnér - kvinna på symötet
- Birger Sahlberg - snickeriarbetaren som kommer med bud om telefon
- Ida Otterström - kyrkobesökare
- Helga Brofeldt - Gåtatorpsbo vid Folkets Hus

## Filmmusik i urval
- Till den himmel som blir allas, text 1816 Johan Åström text 1978 Anders Frostenson
- Reginas sång, kompositör Herbert Stéen, text Elin Wägner, sång Irma Christenson